# TV Missão
A TV Missão é uma emissora de televisão brasileira sediada em Coroatá, no estado do Maranhão. A emissora é afiliada à Rede Super e é sintonizado no Canal 26 VHF.

## História

### 2012 a 2015: Canal 26
A TV Missão entrou no ar em 26 de dezembro de 2012, um dia depois do Natal e uma semana antes do Ano Novo de 2013, quase no final de 2012, como afiliada à Rede Super, umas das primeiras afiliadas à rede em formação.
Como o nome da emissora, ela tem a missão promover grade de programação cristã de evangelho para atingir todas as faixas etárias (crianças, jovens, adultos e idosos), que concentra parcela de fiéis, para que se uniram para contribuir financeiramente para a manutenção do projeto da emissora.
O idealizador do projeto é o pastor da Igreja Assembléia de Deus em Coroatá, Raimundo Bené, coordenado pelo seu diretor comercial, Otoniel Gomes da Silva, que declarou ao site Coroatá Online sobre a emissora, que a cidade “já está sendo impactada pelo poder de Deus através da mídia”.
Em 17 de maio de 2013, o site Coroatá de Verdade, publicou a notícia, vinda de "informação de fontes fidedignas" de que o ex-prefeito de Coroatá, Luís da Amovelar (PT) poderá se tornar o mais novo apresentador da TV Missão. O site disse que seu contrato com a direção do canal está sendo negociado há dias e que só falta o formato do programa. No entanto, a contratação do ex-prefeito pela emissora não se concretiza.
Em 26 de dezembro de 2013, a emissora comemorou um ano no ar, no Templo Central da Assembleia de Deus em Coroatá, durante o dia, sorteou 50 camisas, 20 DVDs com as 20 mais da programação e as 26 cestas básicas. Na noite, foi realizado culto de ação de graças.
Em 5 de abril de 2014, estreou às 10 horas, o programa semanal Sabadão Gospel apresentado por Otoniel Gomes. Foi apresentado o quadro “Torta na Cara” como a grande atração, em que as equipes religiosas da Assembleia de Deus se enfrentam e o primeiro é a equipe da Área I contra equipe da Área V. O diretor da emissora Otoniel Gomes garantiu: Faz bem assistir o Sabadão Gospel. A produção é de Keyson Silva (cinegrafista) e Layenne Silva (apoio).
Na terça-feira de janeiro de 2015, foi exibido o especial de dois anos da emissora, com a presença de todos os Pastores da Igreja em Coroatá e apresentado pelo âncora da TV, Eldo de Mello e sua esposa Betânia Mello. Também estiveram presentes, o pastor e presidente da emissora, Raimundo Bené da Silva, o pastor Antonio Filho e participação especial da Irmã Dijé. O programa especial abordou diversos temas como: celular dentro da Igreja, mídias sociais, a Influencia das novelas e filmes, entre outros bastante debatidos pelo pastor, historiador e teólogo, Manoel Costa e pelo Pastor Josias Gomes.
No especial, Raimundo Bené da Silva, o "Pastor Bené", falou sobre a importância da TV e ainda sobre o projeto de criação do Canal, limitando-se a falar que foi primeiro comunicado a ele pelo Pastor Osiel Gomes e ambos chegaram ao acordo aprovando a criação do canal, que segundo Bené, foi difícil mas o obstáculo foi superado. O Pastor Bené revelou novo projeto de comunicação por meio de evangelho: a instalação de uma emissora de rádio, que recebeu nome de Radio Missão FM, também apresentado junto com a TV ainda pelo pastor Osiel e que segundo o pastor, já está em andamento.

### 2015-17: Mudanças de Canais
Duas semanas antes de completar três anos, na madrugada do dia 14 de dezembro de 2015, a TV Missão muda do Canal 26 analógico para o 30. A emissora já tinha anunciado a mudança de canal e que mesmo assim, pegou muita gente de surpresa, já que o antigo canal analógico da emissora ficou com sinais de anomalias e interferências (para quem usa só a TV analógica).
O motivo pela mudança de canal é dar espaço para a entrada do ar do canal digital da Rede Vida, que ocorreu dia seguinte (15 de dezembro), que passou a operar com testes e que posteriormente passou em sinal digital definitivo. Antes, o canal digital da Rede Vida foi concedido pela Anatel para o Canal 26, mas quem a ocupava era a TV Missão.
No entanto, em 2016, a TV Missão deixou o canal 30 para o canal 25 analógico, próximo ao canal digital da Rede Vida (no canal 26 digital), que em 2017 muda para o canal 17 digital, enquanto a TV Missão deixa o canal 25 e volta ao 26.

## Equipe
A equipe responsável pela manutenção da TV Missão está organizada da seguinte forma (desde 2013):

### Direção
- Otoniel Gomes da Silva (diretor comercial)[2]

### Produtores
- Adailton Junior (editor)[3]
- Keyson Silva (cinegrafista)[3]
- Layenne Silva[5] (secretaria[2] e apoio[5])

### Apresentadores
- Programação infantil: Dávila Rose, Delva, Sara, Francisca, Mirian e Gilciel.[3]
- Programação juvenil: Eldo de Melo, Jadson, Elielda, Thiago, Josean e Reginaldo.[3]
- Programação feminina: Aderian Henrique, Betânia, Josefa, Carlethe e Mirian.[3]
- Programação ministerial: pastores Raimundo Bené, Osiel Gomes, Antônio Filho e Manoel Costa.[3]
- Programação jornalística: Eldo de Mello e Betânia Mello.[6]

### Antiga Equipe
- Otoniel Gomes da Silva[2] (repórter até 2013, quando foi promovido como diretor comercial)[3][2]
- Thiago Jhonatan (trabalhou voluntariamente como repórter e apresentador)[7]